# 上天草市立樋島小学校
上天草市立樋島小学校（かみあまくさしりつ ひのしましょうがっこう）は、かつて熊本県上天草市龍ヶ岳町樋島にあった公立小学校。

## 沿革
- 1875年（明治8年）3月10日 - 公立樋島小学校開校
- 1887年（明治20年）5月8日 - 樋島小学簡易科教場に改称
- 1892年（明治25年）4月1日 - 樋島尋常小学校に改称
- 1905年（明治38年）5月3日 - 樋島尋常高等小学校に改称
- 1910年（明治43年）4月1日 - 樋島尋常小学校に改称
- 1932年（昭和7年）8月23日 - 樋島尋常高等小学校に改称
- 1941年（昭和16年）4月1日 - 樋島国民学校に改称
- 1947年（昭和22年） - 天草郡樋島村立樋島小学校に改称
- 1954年（昭和29年） - 天草郡龍ヶ岳村立樋島小学校に改称
- 1959年（昭和34年） - 天草郡龍ヶ岳町立樋島小学校に改称
- 2004年（平成16年） - 上天草市立樋島小学校に改称
- 2011年（平成23年） - 高戸小学校、大道小学校と統合し龍ヶ岳小学校となる。